# Hemiphileurus bispinosus
Hemiphileurus bispinosus är en skalbaggsart som beskrevs av Brett C.Ratcliffe 2001. Hemiphileurus bispinosus ingår i släktet Hemiphileurus och familjen Dynastidae. Inga underarter finns listade i Catalogue of Life.